# Вера Засулич
Вера Ивановна Засулич (8. августа [по старом 27. јула] 1851. - 8. маја 1919), позната и под псеудонимима Велика Дмитровна, Старија сестра и Тетка, била је руска револуционарка и писац, чланица популистичког и социјалдемократског покрета у царској Русији крајем 19. и почетком 20. века, а касније један од вођа мењшевика.

## Почеци
Вера је рођена у Михајловки, у Смоленскоме гувернорату Руског царства, као једна од четири ћерке осиромашеног ситног племића. Када је имала 3 године, умро јој је отац, а мајка ју је послала да живи код богатије родбине, породице Микулич, у Биаколово. Након завршетка немачке интернатске школе у Москви, добила је звање учитеља и 1866. године преселила се у Санкт Петербург, где је радила као службеница. Убрзо се укључила у радикалну политику и држала часове писмености радницима фабрике. Њени контакти са руским револуционарним вођом Сергејем Нечајевим довели су до њеног хапшења и затвора 1869. године.
Након погрома "нечајеваца" 1869. године, ухапшена је и, након краћег притвора, била је под надзором полиције у разним градовима у Русији. Децембра 1873. дошла је у Харков, 1875. - у Кијев, где се придружила популистичком кругу „Јужних побуњеника“, револуционарној групи присталица анархиста Михаила Бакуњина, чији су се припадници држали терористичких ставова и постала угледни вођа покрета. Како је написао њен доживотни пријатељ и колега револуционар, Лев Дајч:
```
   "Због свог интелектуалног развоја, а посебно што је била тако добро образована, Вера Засулич је била напреднија од осталих чланова тог круга .... Свако је могао да види да је она изванредна млада жена. Изненадило би вас њено понашање, посебно изузетна искреност и неизвештаченост њених односа са другима."
[
3
]
```

## Случај Трепов
У јулу 1877. политички затвореник Алексеј Богољубов одбио је скинути капу у присуству пуковника Фјодора Трепова, гувернера Санкт Петербурга познатог по сузбијању пољских побуна 1830. и 1863. У знак одмазде, Трепов је наредио да Богољубова ишибају, што је изнервирало не само револуционаре, већ и саосећајне припаднике интелигенције. Група од шест револуционара планирала је убити Трепова, али Засулич је био прва која је деловала. Она и њена колегиница, социјални револуционар, Марија (Маша) Коленкина, планирали су да устреле два представника владе: тужиоца Владислава Желеховског у суђењу 193-ојици и још једног непријатеља револуционарног покрета. Након Богољубовог батинања, одлучиле су да други циљ буде Трепов. Чекајући док не буде објављена пресуда на суђењу 193-ојици, 24. јануара 1878. кренуле су на своје жртве. Покушај Коленкине против Желековског није успео, али Засулич је користила револвер британски булдог, и погодила је и тешко ранила Трепова.
Након рањавања Трепова, тајна револуционарна организација Земља и Воља издала је први проглас, којим је народу јавно објаснила узроке таквих акција револуционара.
На јавном и веома посећеном суђењу праћеном од штампе, којим је председавао истакнути либерални судија Анатолиј Кони, саосећајна порота прогласила је Засуличеву невином, што је био исход који је тестирао ефикасност правосудне реформе Александра II. У једној интерпретацији, ова пресуда је показала способност судова да се супротставе властима. Међутим, Засуличева је имала и врло доброг адвоката, који је случај преокренуо тако да је "врло брзо постало очигледно да је пуковник Трепов, а не његов потенцијални убица, тај коме се стварно суди". Да су се Трепов и влада сада појавили као крива страна, показало је неефикасност и суда и владе.
Неочекивано ослобођена пресудом пороте, Засуличева је отпутовала у Швајцарску како би предупредила очекивано хапшење и поновно суђење. Засуличева је постала херој популиста и радикалног дела руског друштва. Упркос својим претходним делима, од 1879. писала је против терористичке кампање која је на крају довела до убиства цара Александра II 1881. године.

## Прелазак у марксисте
Након што је суђење поништено, Засуличева је побегла у Швајцарску, где је постала марксиста и 1883. године заједно са Георгијем Плехановом и Павелом Акелродом оснивала групу Ослобођење рада. Група је ангажовала Засуличеву да преведе низ дела Карла Маркса на руски језик, што је допринело расту марксистичког утицаја међу руским интелектуалцима 1880-их и 1890-их и био је један од фактора који су довели до стварања Руске социјалдемократске радничке партије (РСДРП) 1898. Превела је дела Карла Марка и Фридриха Енгелса, написала књигу о Волтеру и француском филозофу Жан-Жак Русоу. Средином 1900, вође радикалног крила нове генерације руских марксиста, Јулијус Мартов, Владимир Лењин и Александар Потресов, придружили су се Засуличевој, Плеханову и Акелроду у Швајцарској. Упркос напетостима између две групе, њих шесторо је основало Искру, револуционарни марксистички лист, и формирало свој уреднички одбор. Они су били против умеренијих руских марксиста (познатих као „економисти“), као и бивших марксиста попут Петра Струвеа и Сергеја Булгакова и провели су већи део 1900–1903. године расправљајући са њима у Искри.

## Вођа мењшевика
Уредници Искре били су успешни у сазивању Другог конгреса РСДРП-а у Бриселу и Лондону 1903, који је окупио присталице Искре. Међутим, присталице Искре неочекивано су се поделиле за време Конгреса и формирале две фракције, Лењинове бољшевике и Мартове мењшевике, а Засуличева је стала на страну ових других. У Русију се вратила после револуције 1905. године, али њено интересовање за револуционарну политику се смањило. Ушла је у независну фракцију Јединство свог старог пријатеља Плеханова почетком 1914. Као члан ове мале фракције Засуличева је подржала руске ратне напоре током Првог светског рата и успротивила се Октобарској револуцији 1917. Зими 1919, у њеној соби је избио пожар. Примиле су је две сестре које су живеле у истом дворишту, али добила је упалу плућа и умрла у Петрограду 8. маја 1919.
У својој књизи Лењин, Лав Троцки, који се дружио са Засуличевом у Лондону 1900. године, написао је:
```
   Засуличева је била радознала особа и необично привлачна. Писала је веома споро и трпела стварне муке стварања ... "Вера Ивановна не пише, саставља мозаик, Владимир Иљич [Лењин] ми је тада рекао", и у ствари је записивала сваку реченицу одвојено, шетала по соби полако, премештала се у својим папучама, пушила је стално ручно израђене цигарете и бацала опушке и полупушене цигарете у свим правцима, по свим столовима и седиштима на прозору и разбацивала пепео по свом оделу, рукама, рукописима, чају у чаши и случајно по посетиоцу. Остала је до краја стари радикални интелектуалац на кога је судбина накалемила марксизам. Њени чланци показују да је она у значајној мери усвојила теоријске елементе марксизма. Али морални политички темељи руских радикала 70-их остали су у њој нетакнути до њене смрти.
[
11
]
```

## Цитати
```
   Нисам могла да замислим веће задовољство од служења револуцији. Усуђивала сам се само да сањам о томе, а ипак је сада он (
Нечајев
) рекао да жели да ме регрутује.
[
1
]

   
   Трепов и његови пратиоци су ме гледали, руку заузетих папирима и стварима, и одлучила сам да то урадим раније него што сам планирала... Револвер ми је био у руци. Притиснула сам окидач - ништа. Срце ми је застало. Поново сам притиснула. Пуцањ, вриска. Сад ће почети да ме туку. То је био следећи у низу догађаја о којима сам размишљала толико пута.
[
1
]
 (Записник са суђења 1878).
```

```
   Било је тешко гладовати преко лета, али како ће бити по љутом мразу? Каква очекивања имају ови неустрашиви борци за право да имају, између времена за рад и спавање, три сата слободног времена, као што доликује људским бићима?
[
1
]
```